# Нижнее Учдере
Нижнее Учдере́ — село в Лазаревском районе муниципального образования город-курорт Сочи Краснодарского края России. Входит в состав Верхнелооского сельского округа.

## География
Село находится в западной части края, в предгорной зоне Причерноморского побережья, в долине реки Уч-Дере, примерно в 1 км от Чёрного моря. Рельеф местности в основном холмистый с ярко выраженными колебаниями относительных высот.

Чайный домик в Нижнем Учдере

## История
Согласно Закону Краснодарского края от 1 апреля 2004 года № 679-КЗ село Нижнее Учдере вошло в состав образованного муниципального образования город-курорт Сочи.

## Население
| 2002 | 2010  |
| ---- | ----- |
| 408  | ↗1425 |

Национальный состав
Согласно результатам переписи 2002 года, в национальной структуре населения армяне составляли 81 % от 408 жителей.

## Инфраструктура
Социальные объекты в населённом пункте отсутствуют. Развит туризм.

## Транспорт
Доступен автомобильный транспорт. Остановки автобусных маршрутов 149, 150 (на декабрь 2019).